# 長尾忠綱
長尾 忠綱（ながお ただつな）は、南北朝時代から室町時代にかけて活動したと推測される武士。総社長尾氏の一族。
父とされる長尾忠房は総社長尾家の祖であり、子・忠政は山内上杉家の家宰を務めた。また、もう一人の子・憲明は総社家の分家である高津長尾家を興した。
系図によっては忠房の子が忠政と憲明とされ、忠綱の名が登場しないこともある。